# Samuel M. Seidlin
Samuel Martin Seidlin (* 1. Mai 1895 im Russischen Kaiserreich; † 2. Januar 1955 in New York City) war ein US-amerikanischer Endokrinologe und Nuklearmediziner.
Seidlin schloss 1923 sein Medizinstudium an der Columbia University ab. Er gründete 1943 das Medical Physics Research Laboratory im Montefiore Hospital in New York City und die dortige Klinik für Endokrinologie. Ab 1950 arbeitete er als Berater der medizinischen Abteilung des Oak Ridge Institute of Nuclear Studies.
Seidlin führte ab 1943 die erste Radiojodtherapie bei metastasierendem Schilddrüsenkrebs durch. Sein Patient „B. B.“ galt als unheilbar an seinem Tumorleiden erkrankt und dem Tode geweiht. Unter der Behandlung mit einer Mischung aus 130Jod und  131Jod, die über mehrere Jahre lief, verschwanden die Lungenmetastasen, die Knochenmetastasen nahmen an Zahl und Größe nicht mehr zu. 1946 berichtete Seidlin von der „Wunderheilung“. 1955 starb der Patient, als der Tumor sich entdifferenzierte und kein Jod mehr speicherte.
Für das junge Teilgebiet der Medizin, das sich mit der Anwendung von radioaktiven Stoffen befasst, schlug Seidlin die Bezeichnung Isotopology vor. Durchgesetzt hat sich schließlich Nuclear Medicine, die Nuklearmedizin.